# Josua Toganivalu
Ratu Josua Brown Toganivalu est un chef autochtone et homme politique puis diplomate fidjien.

## Biographie
Il est l'un des dix enfants de Ratu George Toganivalu, le Roko Tui (chef suprême coutumier) de la province de Ba, et d'Adi Alisi Toganivalu, connue pour son activisme en faveur de l'accès des filles autochtones à l'éducation,. Il est ainsi l'un des quatre frères Toganivalu engagés en politique.
Entré à la Chambre des représentants comme député du parti de l'Alliance aux élections de 1972, les premières après l'indépendance des Fidji en 1970, il est nommé ministre des Terres dans le gouvernement du Premier ministre Ratu Sir Kamisese Mara, où il rejoint son frère aîné William, ministre des Affaires autochtones. En avril 1975 il devient ministre de l'Agriculture. Il perd son siège de député aux élections de mars 1977, battu dans sa circonscription par le candidat du Parti de la fédération nationale, et de ce fait doit quitter le gouvernement.
Il est nommé haut-commissaire (ambassadeur) des Fidji en Nouvelle-Zélande, et en 1980 est fait commandeur de l'ordre de l'Empire britannique. Peu après, il est nommé haut-commissaire des Fidji au Royaume-Uni, et conjointement ambassadeur (non-résident) auprès d'Israël et de l'Égypte, dans le contexte de la présence de soldats fidjiens de la Force multinationale et observateurs au Sinaï.